# Tang Frères
 (août 2022).
Si vous disposez d'ouvrages ou d'articles de référence ou si vous connaissez des sites web de qualité traitant du thème abordé ici, merci de compléter l'article en donnant les références utiles à sa vérifiabilité et en les liant à la section « Notes et références ».
Tang Frères (chinois traditionnel : 陳氏兄弟公司 ; chinois simplifié : 陈氏兄弟公司 ; pinyin : chénshì xiōngdì gōngsī) est une chaîne française de supermarchés asiatiques créée par les frères Bou et Bounmy Rattanavan (ce dernier est le directeur général du groupe) — des Chinois du Laos originaires de la ville de Thakhek.

## Histoire
Bounmy Rattanavan est né le 2 janvier 1953 à Paksé, au Laos. Ce fils d'exilés chinois au Laos a appris le français auprès de religieuses catholiques au Laos. Il passe son bac au lycée français de Vientiane et poursuit comme boursier des études d'ingénieur en France à partir de 1971 en s'inscrivant à l'Insa de Lyon. En juillet 1976, son frère aîné Bou, qui l'a rejoint, et lui, créent la société « Tang Frères SA », rue de Tahiti, dans le XIIe arrondissement, à Paris, une société d'import-export de produits asiatiques avec pour spécialités la sauce de soja et les galettes de riz,. Ils mettent 1 million de francs de capital dans la société à son lancement. 
En 1981, ils louent à la SNCF un garage de 2 000 mètres carrés sur l'avenue d'Ivry, dans le 13e arrondissement parisien et y installent un supermarché. 
Le magasin principal se situe avenue d'Ivry, dans le XIIIe arrondissement de Paris, mais on trouve aussi des magasins répartis dans toute l'Île-de-France, à Vitry-sur-Seine, Noisiel, Pantin et Lognes, notamment.
Le magasin de Lognes (Seine-et-Marne) est ouvert en 1994.
Le siège social de l'entreprise est situé à Ivry-sur-Seine. Il a été bâti par la société Bouygues, dont le PDG de l'époque, Martin Bouygues, est qualifié d'« ami » par Bounmy Rattanavan en 2007.
En 2015 a lieu pour la première fois chez Tang Frères une grève de salariés souhaitant des augmentations de salaires et le respect de la réglementation du travail. Après six jours de grève, les salariés ont repris le travail, la direction acceptant notamment de prendre en compte leur ancienneté pour les salaires.

## Activités
Le groupe Tang Frères a des intérêts au Laos, via la société Lao World, qui gère les centres commerciaux Lao-ITECC à Vientiane et Savanh-ITECC à Savannakhet. Elle a également ouvert les deux premiers supermarchés du Laos, à Paksé en 2000 et à Vientiane en 2004.
Le groupe a étendu ses activités et fait également de la restauration rapide chinoise sous l'appellation Tang Gourmet. Le premier traiteur est situé à côté de la place d'Italie, avenue de Choisy, un second a ouvert dans la rue de Belleville, XXe arrondissement de Paris, à côté de la station de métro Belleville.
Avec Tang Média, le groupe se diversifie dans l'import-export de DVD et la création d'un bouquet de TV chinoises à destination de la communauté chinoise de France. Ce dernier, nommé Grande Muraille, a été mis en place le 28 août 2006 sur les boîtiers de réception ADSL de Free. Il a plus tard été étendu aux boîtiers de SFR Bouygues Telecom. Il couvre toute l'Europe et fait suite aux bouquets Grande Muraille Amérique du Nord et Grande Muraille Asie. La chaîne de télévision CCTV-Français, incluse dans ce bouquet, diffuse des programmes en français et en chinois, sous-titrés en français.
Il est aussi le plus gros importateur de produits alimentaires asiatiques en France. Il fournit, notamment, la plupart des restaurants asiatiques en métropole.[réf. nécessaire]
Début janvier 2007, Tang Frères renforce sa position de leader en ouvrant un nouveau supermarché dans le XVe arrondissement de Paris.[réf. nécessaire]
En 2010, un supermarché ouvre dans la ville de Pantin.[réf. nécessaire]
En 2017, Tang Frères ouvre un 10e supermarché situé à l'Avenue de Flandre au 19e arrondissement de Paris 

## Justice
En 2011, la société Tang Frères était condamnée par le tribunal correctionnel de Créteil pour avoir estampillé plus de 23 000 briques « lait de coco, 100% » alors que la moitié du contenu était coupée avec de l'eau. En février 2014, Tang Frères a été condamnée par la justice pour avoir rémunéré 25 caissières en dessous du salaire fixé par la convention collective.

## Dates

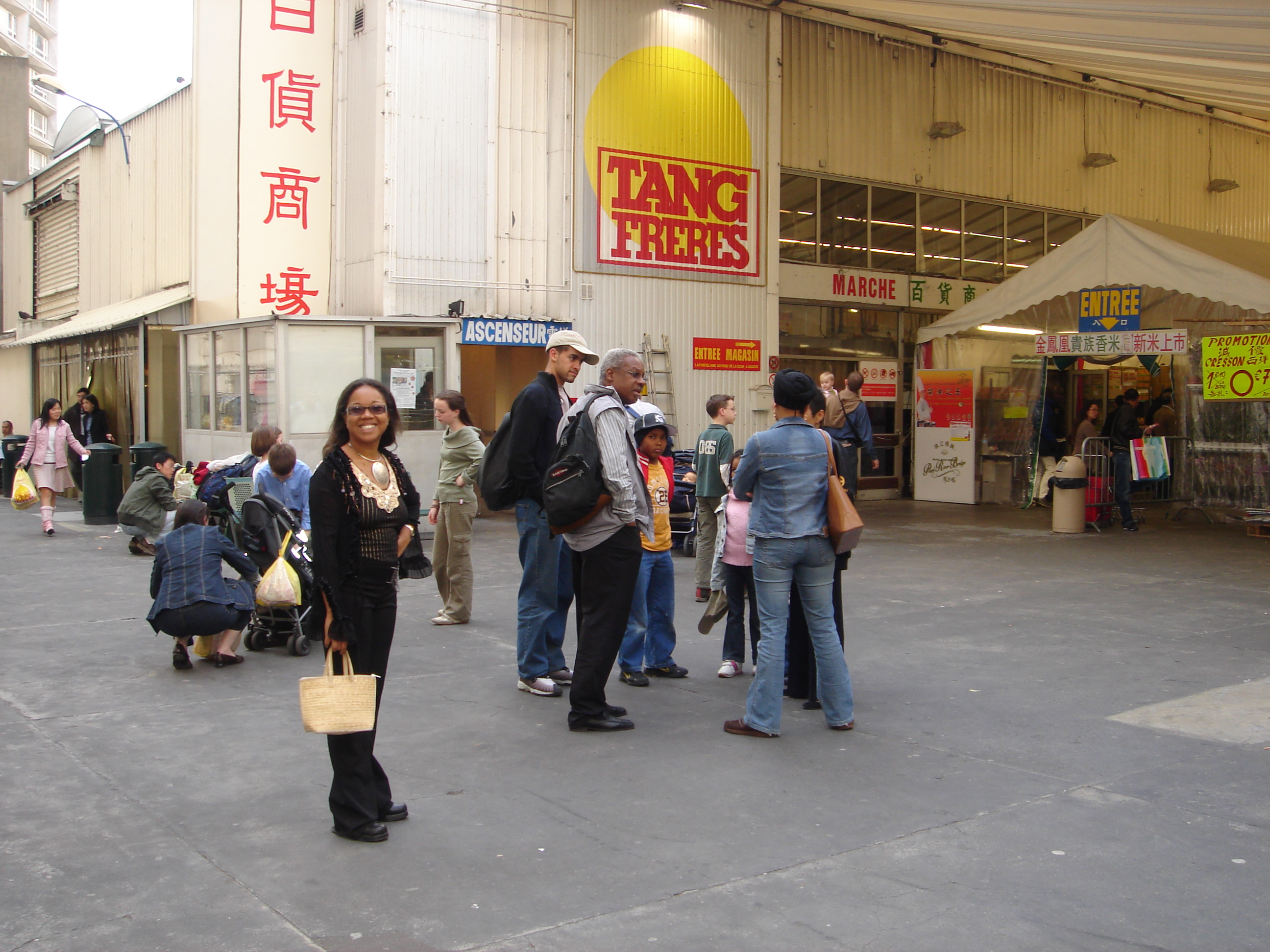
Principal supermarché Tang Frères à Paris, avenue d'Ivry

- 1981 : La première boutique Tang Frères ouvre avenue d'Ivry, à Paris.
- 1996 : Tang Frères devient numéro un de l'épicerie asiatique en Europe, emploie 500 personnes et possède 30 000 m2 d'entrepôts.
- 2001 : Tang Média commence à distribuer des films français en Chine.
- 2002 : La fortune des deux frères Rattanavan apparaît au 56e rang des fortunes professionnelles françaises.
- 2003 : Le chiffre d'affaires du groupe dépasse les 140 millions d'euros.
- 2006 : Le groupe se diversifie avec la télévision par ADSL, en distribuant un bouquet de chaînes chinoises « Grande Muraille » par le réseau Free.